# Slechtvalk (band)
Slechtvalk is een Nederlandse viking/blackmetalband.
Slechtvalk speelt duistere metal met een aantal folk-invloeden. Slechtvalk gebruikt verder ook keyboards en af en toe fluiten en heeft in het verleden gebruikgemaakt van een sopraan. De nummers zijn voornamelijk geschreven in het Engels en gaan vooral over de typische fantasy/battle metal-onderwerpen: strijd, dapperheid etc. De naam "Slechtvalk" komt van de gelijknamige roofvogel.

## Geschiedenis
Slechtvalk is ooit begonnen als een soloproject van zanger en gitarist Shamgar (pseudoniem van Mark Geertsema). Met dit eenmansproject produceerde Shamgar één album: Falconry. Hij werd toen langzamerhand een bekende naam in de Nederlandse christelijke metalwereld. In 2002 nam hij een nieuw album op (nu niet meer alleen): The War that Plagues the Land.  In drie weken had dit album de tweede plaats in de Nederlandse metal-charts bereikt. In maart 2003 begon Slechtvalk met toeren. In 2005 werd een nieuw album genaamd At the Dawn of War opgenomen. Dit album is veel symfonischer en bevat veel folkinvloeden alsmede cleane zang.
In april 2009 heeft Slechtvalk een contract met het Duitse platenlabel Whirlwind Records getekend. Een jubileum-cd werd datzelfde jaar uitgegeven met als titel An Era of Bloodshed. Eind 2009 ging Slechtvalk naar Zweden voor studio-opnames voor een nieuw album. Medio juli 2010 kwam het album A Forlorn Throne uit.

## Discografie
- Falconry (cd - 2000 Fear Dark Records)
- Chaos & Warfare (split-cd with Kekal - 2002 Fear Dark Records)
- The War that Plagues the Lands (cd - 2002 Fear Dark Records)
- At the Dawn of War (cd - 2005 Fear Dark Records)
- Upon the Fields of Battle (dvd - 2005 Fear Dark Records)
- Thunder of War (cd-single - 2005 Fear Dark Records)
- An Era of Bloodshed (anniversary cd - 2009 Whirlwind Records)
- A Forlorn Throne (cd - 2010 Whirlwind Records)
- The War that Plagues the Lands (gelimiteerd op lp - 2011 Blacklight Records)
- Where Wandering Shadows and Mists Collide (cd - 2016)
- At Death's Gate (cd - 2024)

## Bezetting
Huidige leden
- Shamgar (Mark Geertsema) - hoofdzang, gitaar
- Seraph - gitaar
- Ohtar (Jesse Vuerbaert) - zang
- Premnath - toetsen
- Hamar - drums
- Dagor - basgitaar

Oud-leden
- Hydrith - toetsen
- Fionnghuala - sopraan
- Sorgier - toetsen
- Grimbold - Drums